# 博白县中学
广西博白县中学，简称博中，位于广西博白县文化路120号。创建于1924年2月，前身是环玉书院（建于清乾隆10年）和县立高小。中華人民共和國成立前有“桂南革命摇篮，白州文化先锋”之称。2003年学校通过评估验收成为自治区示范性普通高中。校训：任重道远，继往开来。

## 概述
中华人民共和国成立后，学校被定为广西重点中学，是省教育厅指定重点试用苏联教材的学校之一，学校教育改革的成功经验，曾在1953年召开的中南六省教育大会上介绍推广。1978年，被定为县重点中学，1993年被玉林地区定为首批立项建设的示范学校，2001年学校立项建设自治区示范性普通高中，2003年通过自治区评估验收，成为自治区示范性普通高中。博中建校至今，毕业学生近3万人，知名校友有著名语言学家王力，前中共广州市委书记、市长朱光，原新华社驻香港分社社长、广东省政协主席梁威林，激光研究达国际先进水平的科学家余金梁。